# Dystrykt Swat
Dystrykt Swat (paszto/urdu: سوات) – dystrykt w północnym Pakistanie w prowincji Chajber Pasztunchwa. W 1998 roku liczył 1 257 602 mieszkańców (z czego 51,53% stanowili mężczyźni) i obejmował 142 311 gospodarstw domowych. Siedzibą administracyjną dystryktu jest Saidu Sharif.